# Baltic Open
Baltic Open – żeński turniej tenisowy kategorii WTA International Series zaliczany do cyklu WTA Tour, rozgrywany na ceglanych kortach w łotewskiej miejscowości Jurmała w sezonie 2019.

## Mecze finałowe

### Gra pojedyncza kobiet
| Rok  | Zwyciężczyni         | Finalistka     | Wynik         |
| 2019 | Anastasija Sevastova | Katarzyna Kawa | 3:6, 7:5, 6:4 |

### Gra podwójna kobiet
| Rok  | Zwyciężczynie                  | Finalistki                          | Wynik             |
| 2019 | Sharon Fichman Nina Stojanović | Jeļena Ostapenko Galina Woskobojewa | 2:6, 7:6(1), 10–6 |